# Firminus alsasuanus
Firminus alsasuanus är en skalbaggsart som beskrevs av Edmund Reitter 1902. Firminus alsasuanus ingår i släktet Firminus och familjen Melolonthidae. Inga underarter finns listade i Catalogue of Life.